# 薩迪亞特島
薩迪亞特島（阿拉伯语：‎；，意為「幸福島」）是位於阿拉伯聯合大公國阿布達比的自然島嶼與阿聯酋自然和文化遺產的旅遊文化項目。

## 博物館

### 阿布達比羅浮宮
阿布達比羅浮宮是阿聯酋-法國合作項目，於2017年11月11日開幕。它由建築師尚·努維爾設計。

### 阿布達比古根漢美術館
阿布達比古根漢美術館是由法蘭克·蓋瑞設計的計畫中博物館。佔地30,000平方公尺，計劃成為最大的古根漢美術館。

## 外部連結
- 薩迪亞特島 （页面存档备份，存于）